# ハワイ州道180号線

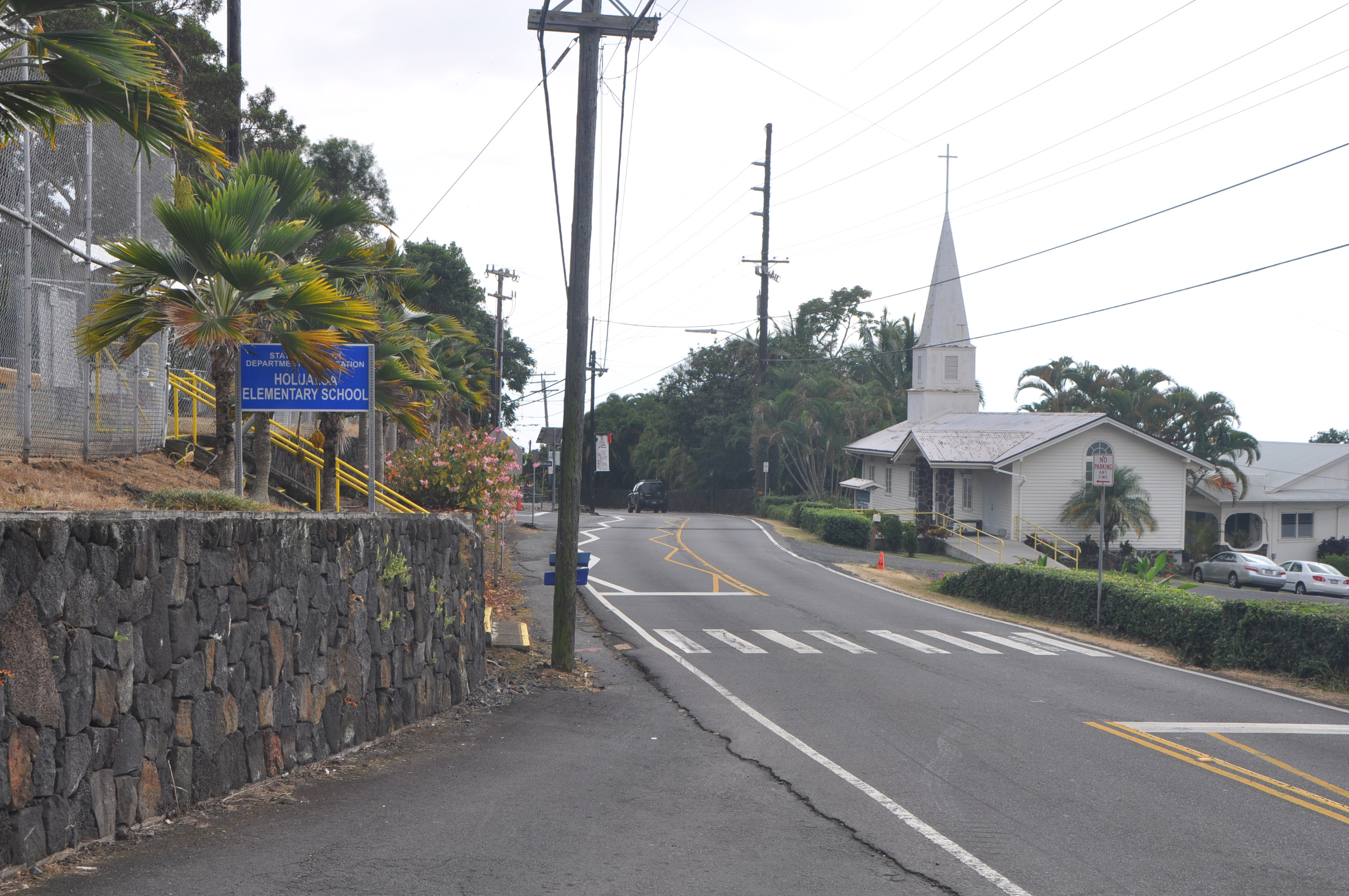
ハワイ州道180号線上のホルアロア（Holualoa）の町で、小学校と教会を通過

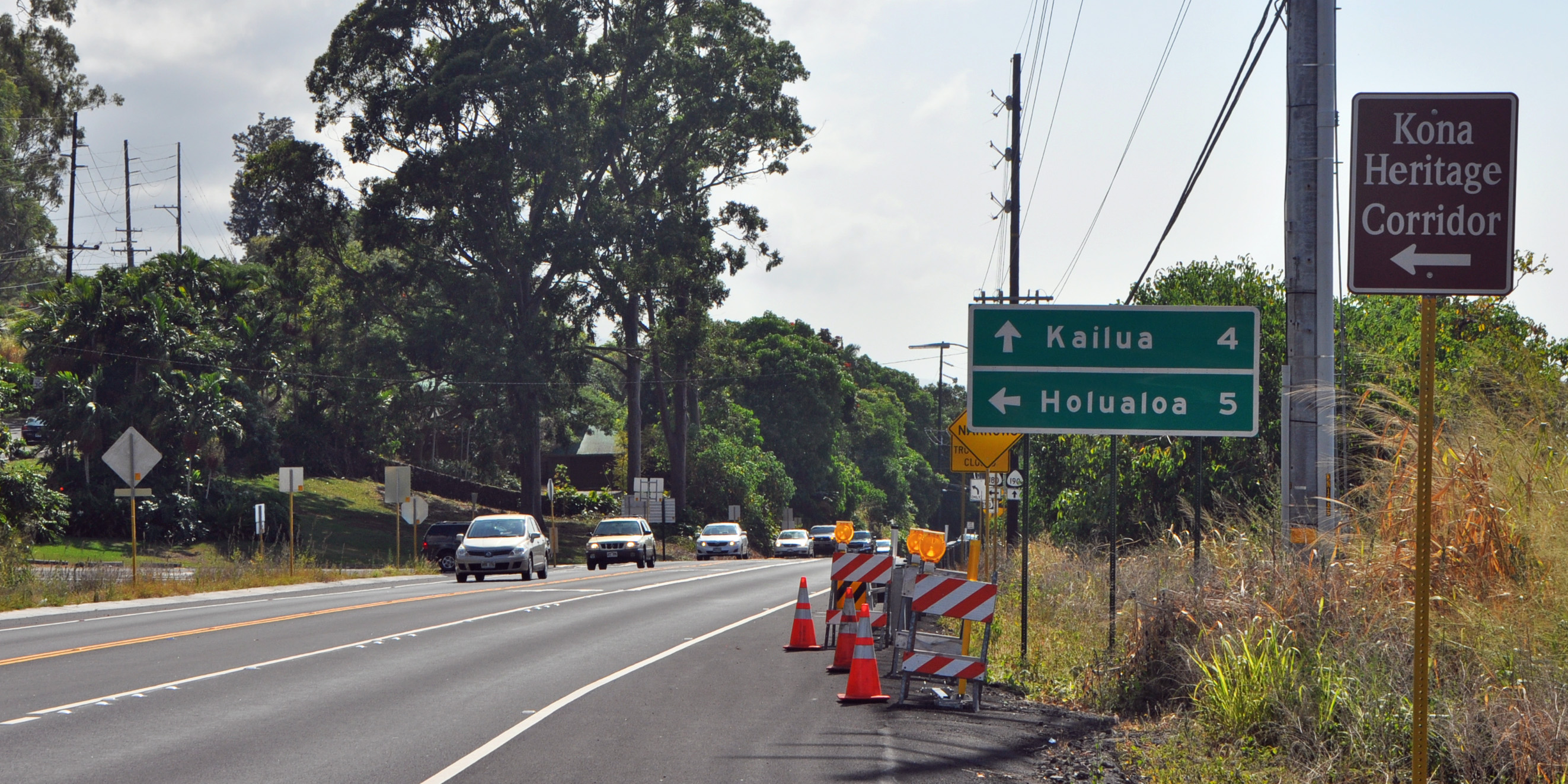
州道180号線の北側は、州道190号線（このあたりではPalani Roadと呼ぶ）から入る。「Kona Heritage Corridor」の標識が見える。

ハワイ州道180号線（ハワイしゅうどうひゃくはちじゅうごうせん、英語: Hawaii State Highway 180）はアメリカ合衆国ハワイ州ハワイ島のカイルア・コナにある、クイーン・カアフマヌ・ハイウェイ（Queen Ka'ahumanu Highway）の山側を平行して走る、全長9マイル強の旧道である。

## 概要
ハワイ州道180号線はアメリカ合衆国ハワイ州ハワイ島の西海岸にあるカイルア・コナにあり、ハワイ州道11号線（このあたりではクイーン・カアフマヌ・ハイウェイと呼ぶ）の山側を北へ平行して走る道路で、全長9マイル強の道幅が狭く彎曲が多い旧道である。別名ノース・コナ・ロード（North Kona Road）とも、マーマロホア・ハイウェイ（Mamalohoa Highway）とも、古き良きホルアロア（Holualoa）の町などを通るので「Kona Heritage Corridor」とも呼ばれている。 コナコーヒーの農場・農場直販店がある「コナコーヒー・ベルト」の主要道路のひとつで、カイルア湾を見下ろす景勝地を行く。  

## 路線
ハワイ州道180号線は、ハワイ州道11号線のホナロ（Honalo）を出発して北へクイーン・カアフマヌ・ハイウェイとほぼ平行してフアラライ山の山側を走り、ホルアロアの古き良き町を通り、パラニ・ロードで終点になり、そこに9マイル目の里程標がある。 

## 参照
1. ↑   旅行ガイド『地球の歩き方リゾート、ハワイ島』　（ダイヤモンド・ビッグ社、2007年） 「ハワイ島全図」
2. ↑   旅行ガイド『地球の歩き方リゾート、ハワイ島＆オアフ島』　（ダイヤモンド・ビッグ社、2013年） 「ハワイ島全図」